# Phil Neville
Phil Neville vagy Philip John Neville (Bury, 1977. január 21. –) angol válogatott labdarúgó, labdarúgóedző. Idősebb testvére, Gary Neville a Manchester Unitedben, Phil korábbi csapatában játszott. A negyedosztályban érdekelt Salford City társtulajdonosa, testvérével és volt csapattársaival (Ryan Giggs, Nicky Butt, Paul Scholes) együtt.

## Pályafutása

### Manchester United
Az 1994–95-ös szezonban mutatkozott be, 2 meccsen szerepelt. A következő idénytől alapember volt. Tizenegy évet játszott Sir Alex Ferguson keze alatt, összesen 386 tétmérkőzésen.

### Everton
A Unitedben nem kapott sok lehetőséget az előző szezonban, így 3.5 millió fontért az Everton FC-hez került 2005-ben.
Itt nyolc évig futballozott, 2007-től csapatkapitány is volt.
2013-ban, 36 évesen vonult vissza. 303 tétmérkőzésen viselte az Everton mezét.
Karrierje alatt csak két csapatban szerepelt, a Premier League-ben 505 bajnokin lépett pályára.

### A válogatottban
1996-ban, tizenkilencedik születésnapján Kína ellen játszott először az angol válogatottban. Ott volt az 1996-os, a 2000-es és a 2004-es labdarúgó-Európa-bajnokságon is. 2007-ben mondott le válogatottságáról. 59-szer szerepelt a válogatottban.

#### Válogatott mérkőzései
| Anglia   | Anglia    | Anglia |
| Év       | Meccsszám | Gól    |
| -------- | --------- | ------ |
| 1996     | 1         | 0      |
| 1997     | 7         | 0      |
| 1998     | 5         | 0      |
| 1999     | 9         | 0      |
| 2000     | 8         | 0      |
| 2001     | 4         | 0      |
| 2002     | 3         | 0      |
| 2003     | 7         | 0      |
| 2004     | 6         | 0      |
| 2005     | 2         | 0      |
| 2006     | 2         | 0      |
| 2007     | 5         | 0      |
| Összesen | 59        | 0      |

## Magánélete
Bátyja Gary Neville (1975–) válogatott labdarúgó, ikertestvére Tracey Neville válogatott netball-játékos.
Felesége Julie, egy kisfiuk van, Harvey, és egy kislányuk, Isabella.

## Edzői statisztikái
2020. március 11-én lett frissítve.
| Csapat       | Nemzet   | –tól             | –ig       | Mérleg     | Mérleg | Mérleg | Mérleg | Mérleg | Mérleg |
| M            | GY       | D                | V         | Győzelem % |        |        |        |        |        |
| ------------ | -------- | ---------------- | --------- | ---------- | ------ | ------ | ------ | ------ | ------ |
| Anglia (női) | angol    | 2018. január 17. | jelenlegi | 35         | 19     | 5      | 11     | 54.29  |        |
| összesen     | összesen | összesen         | összesen  | 35         | 19     | 5      | 11     | 54.29  |        |

## Külső hivatkozások
- Philip Neville pályafutásának statisztikái a Soccerbase oldalon (angolul)

- Edzői profil Transfermarkt